# Natalia Gordienko
Natalia Gordienko (født 11. december 1987) er en moldovisk sangerinde og danser. Hun repræsenterede Moldova ved Eurovision Song Contest 2021 i Rotterdam med sangen "Sugar". Hun repræsenterede også Moldova i 2006 sammen med gruppen Arsenium, der med sangen "Loca" endte på en 20. plads.